# Odonna passiflorae
Odonna passiflorae är en fjärilsart som beskrevs av Clarke 1982. Odonna passiflorae ingår i släktet Odonna och familjen praktmalar, Oecophoridae. Inga underarter finns listade i Catalogue of Life.